# Lotte Card
Lotte Card Co, Ltd. é uma companhia cartão de crédito sul coreana.

## História
Foi estabelecida em 2002, em Seul